# Theodore F. Kluttz
Theodore Franklin Kluttz (* 4. Oktober 1848 in Salisbury, Rowan County, North Carolina; † 18. November 1918 ebenda) war ein US-amerikanischer Politiker. Zwischen 1899 und 1905 vertrat er den Bundesstaat North Carolina im US-Repräsentantenhaus.

## Werdegang
Theodore Kluttz besuchte die öffentlichen Schulen seiner Heimat und arbeitete danach als Drogist. Nach einem anschließenden Jurastudium und seiner 1881 erfolgten Zulassung als Rechtsanwalt begann er in seiner Geburtsstadt Salisbury in diesem Beruf zu praktizieren. Zwischen 1884 und 1886 war er Vorsitzender Richter am Inferior Court im Rowan County.
Politisch war Kluttz Mitglied der Demokratischen Partei. Im Jahr 1896 war er Delegierter zur Democratic National Convention in Chicago, auf der William Jennings Bryan erstmals als Präsidentschaftskandidat nominiert wurde. Bei den Kongresswahlen des Jahres 1898 wurde Kluttz im siebten Wahlbezirk von North Carolina in das US-Repräsentantenhaus in Washington, D.C. gewählt, wo er am 4. März 1899 die Nachfolge von Alonzo C. Shuford antrat. Nach zwei Wiederwahlen konnte er bis zum 3. März 1905 drei Legislaturperioden im Kongress absolvieren. Seit 1903 vertrat er dort als Nachfolger von Edmond Spencer Blackburn den achten Distrikt seines Staates.
1904 verzichtete Kluttz auf eine weitere Kongresskandidatur. In den folgenden Jahren betätigte er sich in Salisbury wieder als Anwalt. Dort ist er am 18. November 1918 auch verstorben. Er war mit Sally Caldwell Kluttz (1847–1909) verheiratet, mit der er eine bereits im Jahr 1900 verstorbene Tochter hatte.